# Navy CIS/Staffel 8
Die achte Staffel der US-amerikanischen Krimiserie Navy CIS feierte ihre Premiere in den USA am 21. September 2010 auf dem Sender CBS. Das Finale wurde am 17. Mai 2011 gesendet. In Deutschland startete die Staffel am 13. Februar 2011 auf Sat.1. In der Schweiz wird die Staffel seit dem 15. Februar 2011 auf 3+ ausgestrahlt.
In dieser Staffel wurde in den USA mit 22,85 Millionen Zuschauern die bisher höchste Einschaltquote der Serie erzielt.

## Darsteller
| Rollenname                           | Schauspieler      | Synchronsprecher  |
| ------------------------------------ | ----------------- | ----------------- |
| Special Agent Leroy Jethro Gibbs     | Mark Harmon       | Wolfgang Condrus  |
| Special Agent Anthony „Tony“ DiNozzo | Michael Weatherly | Norman Matt       |
| Special Agent Ziva David             | Cote de Pablo     | Maria Koschny     |
| Abigail „Abby“ Sciuto                | Pauley Perrette   | Antje von der Ahe |
| Special Agent Timothy „Tim“ McGee    | Sean Murray       | Marius Clarén     |
| Director Leon Vance                  | Rocky Carroll     | Leon Boden        |
| Dr. Donald „Ducky“ Mallard           | David McCallum    | Eberhard Prüter   |
| Jimmy Palmer                         | Brian Dietzen     | Rainer Fritzsche  |

## Episoden
| Nr. (ges.) | Nr. (St.) | Deutscher Titel             | Originaltitel           | Erstausstrahlung USA | Deutschsprachige Erstausstrahlung (D/CH) | Regie                 | Drehbuch                                               |
| --- | --------- | --------------------------- | ----------------------- | -------------------- | ---------------------------------------- | --------------------- | ------------------------------------------------------ |
| 163 | 1         | Die tapferste Stunde        | Spider and the Fly (4)  | 21. Sep. 2010        | 13. Feb. 2011 (Sat.1)                    | Dennis Smith          | Gary Glasberg                                          |
| Paloma Reynosa begibt sich in die USA und will dort ihre Drogenrouten ausbauen und die Sache mit Gibbs endgültig zu Ende bringen. Am Ende der Folge stellt Gibbs ihr eine Falle. Ihr eigener Bruder erschießt sie unwissentlich. Gaststars: Muse Watson als Mike Franks und Ralph Waite als Jackson Gibbs. |           |                             |                         |                      |                                          |                       |                                                        |
| 164 | 2         | Der alte Fuchs              | Worst Nightmare         | 28. Sep. 2010        | 15. Feb. 2011 (3+)                       | Tony Wharmby          | Steven D. Binder                                       |
| Das NCIS-Team untersucht die Entführung eines 13-jährigen Mädchens. Sie ist die Tochter eines Navy-Ehepaars. Rasch erkennt das Team, dass es dem Kidnapper nicht um ein Lösegeld geht, sondern um den Großvater des Mädchens, den ein dunkles Geheimnis umgibt. |           |                             |                         |                      |                                          |                       |                                                        |
| 165 | 3         | Rache ist bitter            | Short Fuse              | 5. Okt. 2010         | 22. Feb. 2011 (3+)                       | Leslie Libman         | George Schenck & Frank Cardea                          |
| Sgt. Heather Dempsey erschießt in ihrer Wohnung einen Einbrecher. Pikanterweise ist zu diesem Zeitpunkt auch ihr Liebhaber, ein verheirateter, hochrangiger FBI-Agent, anwesend. Als der vermeintliche Einbrecher sich jedoch als gesuchter Auftragskiller entpuppt, steht das NCIS-Team plötzlich vor der Frage, auf wen der Killer es eigentlich abgesehen hatte. Gaststars: Joe Spano als FBI-Agent Tobias Fornell. |           |                             |                         |                      |                                          |                       |                                                        |
| 166 | 4         | Schmutzige Millionen        | Royals and Loyals       | 12. Okt. 2010        | 1. Mär. 2011 (3+)                        | Arvin Brown           | Reed Steiner                                           |
| Im Mund eines toten Marines wird der Rest eines präparierten Geldscheins gefunden. Allem Anschein war er an einer Geheimoperation – der Bestechung afghanischer Warlords – beteiligt. Schon bald muss das Team nicht nur den Mörder finden, sondern auch das verschwundene Geld. Doch ein Verbindungsoffizier der ebenfalls an der Operation beteiligten britischen Marine scheint den Fall blockieren zu wollen. |           |                             |                         |                      |                                          |                       |                                                        |
| 167 | 5         | Feld der Alpträume          | Dead Air                | 19. Okt. 2010        | 7. Mär. 2011 (3+)                        | Terrence O’Hara       | Christopher J. Waild                                   |
| Ein Radiomoderator wird während seiner Sendung mitsamt seinem Gast und seinen Mitarbeitern erschossen. Im Vorfeld der Sendung hatte er eine große Enthüllung versprochen. Die Spur führt das NCIS-Team zu einer Terrorzelle – mitten in einem Nobelviertel. |           |                             |                         |                      |                                          |                       |                                                        |
| 168 | 6         | Genie und Wahnsinn          | Cracked                 | 26. Okt. 2010        | 15. Mär. 2011 (3+)                       | Tony Wharmby          | Nicole Mirante-Matthews                                |
| Eine junge Navy-Wissenschaftlerin stirbt in einem Verkehrsunfall. Offenbar wurde sie Opfer ihrer paranoiden Wahnvorstellungen. Dafür sprechen zumindest ihre wirren Forschungsnotizen. Um die Wahrheit herauszufinden, muss das Team jedoch erst ihre Aufzeichnungen entschlüsseln. |           |                             |                         |                      |                                          |                       |                                                        |
| 169 | 7         | Mark 15                     | Broken Arrow            | 9. Nov. 2010         | 22. Mär. 2011 (3+)                       | Arvin Brown           | George Schenck & Frank Cardea                          |
| Auf dem Campus der Marineakademie Annapolis wird ein Toter gefunden, der sich dort mit einem Admiral treffen wollte. Schnell stellt das Team fest, dass der Tote nur wenige Stunden vorher mit einem Privatjet aus der Schweiz kam. Mit an Bord war zur allgemeinen Überraschung Tonys Vater. Nach der anfänglichen Sorge, ihm könnte auch etwas passiert sein, stellt sich heraus, dass es ihm gut geht und er sogar die entscheidenden Verbindungen zur Lösung des Falles besitzt. Doch das Team ist erst einmal überrascht, als Gibbs Tonys Vater bittet, sie in ihrer Untersuchung zu unterstützen. Gaststars: Robert Wagner als Anthony DiNozzo, Sr. |           |                             |                         |                      |                                          |                       |                                                        |
| 170 | 8         | Fremde Feinde               | Enemies Foreign (1)     | 16. Nov. 2010        | 29. Mär. 2011 (3+)                       | Dennis Smith          | Jesse Stern                                            |
| Über eine Kreditkartenbetrügerin bekommt das Team Zugriff auf verdächtige Kontodaten. Bei ihrer anschließenden Untersuchung treffen sie aber auf ein Vorauskommando des Mossad. Dieses ist im Land, um seinen Direktor, Zivas Vater, während einer NCIS-Konferenz zu schützen. Durch die Spannungen zwischen den Teams und die Konfrontation mit Zivas Vergangenheit treten ein paar Überraschungen auf. Denn gleichzeitig versucht ein Terrorkommando, Zivas Vater mit gestohlenen amerikanischen Hightech-Waffen zu töten. Das kann zwar verhindert werden, aber dennoch laufen Leon Vance, Eli David sowie dessen Leibwächter am Ende der Episode in einen folgenreichen Hinterhalt. Gaststars: Michael Nouri als Eli David. |           |                             |                         |                      |                                          |                       |                                                        |
| 171 | 9         | Vertraute Feinde            | Enemies Domestic (2)    | 23. Nov. 2010        | 5. Apr. 2011 (3+)                        | Mark Horowitz         | Jesse Stern                                            |
| Der Leibwächter tot, Leon Vance schwer verwundet und Eli David verschwunden. Die Spannungen zwischen den Teams erreichen ihren Höhepunkt und drohen zu eskalieren. Doch das sind nicht die einzigen Probleme, denn schnell wird klar, dass der Feind diesmal aus den eigenen Reihen kommen muss. Die Spur führt nach Amsterdam, wo Leon Vance seinen allerersten Einsatz hatte. Bald wird klar, dass einer der damals Beteiligten den jetzigen Anschlag zu verantworten hat. Während Vance im Krankenhaus um sein Überleben kämpft, versucht das Team, den Schuldigen zu entlarven. Gaststars: Michael Nouri als Eli David. |           |                             |                         |                      |                                          |                       |                                                        |
| 172 | 10        | Der Zeuge                   | False Witness           | 14. Dez. 2010        | 17. Apr. 2011 (3+)                       | James Whitmore, Jr.   | Steven D. Binder                                       |
| Der NCIS untersucht das Verschwinden eines Offiziers der Navy, der in einem Mordfall der einzige Zeuge ist. |           |                             |                         |                      |                                          |                       |                                                        |
| 173 | 11        | Schiffe in der Nacht        | Ships in the Night      | 11. Jan. 2011        | 26. Apr. 2011 (3+)                       | Thomas Wright         | Reed Steiner & Christopher J. Waild                    |
| Der NCIS und die CGIS Agency arbeiten wieder zusammen, da eine Agentin des CGIS anwesend war, als ein Lieutenant der Marines auf einem Ausflugsschiff getötet wurde. Gaststars: Diane Neal als CGIS Special Agent Abigail Borin. |           |                             |                         |                      |                                          |                       |                                                        |
| 174 | 12        | Nichts fragen, nichts sagen | Recruited               | 18. Jan. 2011        | 3. Mai 2011 (3+)                         | Arvin Brown           | Gary Glasberg                                          |
| In einer Schule wird ein Rekrutierer der Navy getötet. Nach dem anfänglichen Verdacht, es könnte sich um Raub handeln, zeigt sich im Laufe der Ermittlung immer mehr der homosexuelle Hintergrund, der eine bedeutende Rolle spielt, was dem Fall auch eine nicht zu unterschätzende politische Brisanz verleiht. Während des Falles bekommt das Team Besuch, denn Duckys Vorgänger kommt zum NCIS, um seine Vergangenheit wieder zu finden. Jimmy Palmer ist immer noch abwesend und Direktor Leon Vance hat Probleme, sich nach seiner schweren Verletzung wieder vollkommen auf seine Arbeit zu konzentrieren. |           |                             |                         |                      |                                          |                       |                                                        |
| 175 | 13        | Die Kunst des Überlebens    | Freedom                 | 1. Feb. 2011         | 21. Juni 2011 (3+)                       | Craig Ross, Jr.       | Nicole Mirante-Matthews                                |
| Am Anfang der Folge merkt McGee, dass wieder einmal seine Identität gestohlen und mit seiner Kreditkarte im Internet eingekauft wurde. Aber ein toter Sergeant der Marines, ein Reservist, hält ihn zunächst von eigenen Nachforschungen ab. Die Ermittlungen zeigen, dass der Sergeant mit einer zunächst unbekannten Waffe zu Tode geprügelt wurde. Die Ehefrau, ein Gunnery Sergeant, und ihr sechs Jahre alter Sohn werden erst vermisst, tauchen dann aber wieder auf. In einer Billardhalle findet das Team die ersten Spuren sowie Hinweise auf die Freundin des toten Sergeants. Im Laufe der Untersuchungen geraten alle unter Mordverdacht, die den Sergeant noch kurz vor seinem Tod gesehen oder mit ihm gesprochen haben. Während der Ermittlungen kommt zu Tage, dass der tote Marine zu seinen Lebzeiten seine Frau mehrmals krankenhausreif geschlagen hatte, sie aber alle Hilfe seitens des Corps ablehnte. Die überraschende Lösung des Falles liefert Abby, weil sie ein kleines Stück Holz bis nach Irland zurückverfolgen kann. Tony hingegen löst den Identitätsdiebstahl McGees. |           |                             |                         |                      |                                          |                       |                                                        |
| 176 | 14        | Der Schlussstrich           | A Man Walks Into a Bar… | 8. Feb. 2011         | 28. Juni 2011 (3+)                       | James Whitmore, Jr.   | Gary Glasberg                                          |
| Das NCIS-Team bekommt unerwarteten Besuch von einer Psychologin aus Miami, Dr. Rachel Cranston. Sie überzeugt Vance, das Team untersuchen zu lassen. Gleichzeitig haben Gibbs und seine Leute einen Mordfall an einem Commander der Navy aufzuklären, der tot in seiner Koje an Bord eines Schiffes gefunden wurde. Im Laufe der Zeit stellt sich heraus, dass Rachel die Schwester von Kate Todd ist, der ehemaligen Kollegin von Gibbs und Co. Anscheinend ist es nicht nur das Team, das eine Therapie benötigt, sondern die Psychologin selbst, die sich auf die Spurensuche nach Kates letzten Lebensmomenten begibt. |           |                             |                         |                      |                                          |                       |                                                        |
| 177 | 15        | Die schöne Tochter          | Defiance                | 15. Feb. 2011        | 5. Juli 2011 (3+)                        | Dennis Smith          | George Schenck & Frank Cardea                          |
| Der Verteidigungsminister des fiktiven Landes Belgravia möchte mit den USA ein Verteidigungsbündnis schließen. Eine radikale Splittergruppe will das jedoch mit allen Mitteln verhindern. Gibbs’ Team erhält den Auftrag, die Tochter des Ministers – Adriana – zu schützen, was diese jedoch als übertrieben erachtet. Nachdem McGee und Tony Adrianas Entführung nicht verhindern konnten, hat das Team 48 Stunden, sie zu finden, bevor beide ihren Job verlieren. Tony glaubt, dass die Entführung nur mit Unterstützung von Adriana, welche mit der Politik ihres Vaters nicht einverstanden ist, möglich war. Doch nachdem es eine Lösegeldforderung gibt und das Team einen der Entführer tot aufgefunden hat, stellt sich die Frage, was mit Adriana geschehen ist. |           |                             |                         |                      |                                          |                       |                                                        |
| 178 | 16        | Max Destructo               | Kill Screen             | 22. Feb. 2011        | 12. Juli 2011 (3+)                       | Tony Wharmby          | Steven D. Binder; Steven Kriozere                      |
| Ein Taschendieb führt das Team zu einem verstümmelten und zu Tode gefolterten Marine. Nachdem das Team schon eine ganze Weile ermittelt hat, stellt es fest, dass es der Mörder gar nicht auf den Marine abgesehen hatte, sondern der nur aus Versehen zum Opfer wurde. Das eigentliche Ziel des Mörders ist eine junge Computerspielexpertin, die durch Zufall auf einen geheimnisvollen Code in einem Computerspiel gestoßen ist. Jetzt muss auch noch ermittelt werden, wozu dieser Code dient und für wen er bestimmt war. Dazu muss Gibbs in kürzester Zeit von McGee durch ein gefährliches Labyrinth gelotst werden, um an einen Computer zu gelangen, der in der Lage ist, sämtliche Daten des Pentagons zu löschen. |           |                             |                         |                      |                                          |                       |                                                        |
| 179 | 17        | Das Geld anderer Leute      | One Last Score          | 1. März 2011         | 26. Juli 2011 (3+)                       | Michael Weatherly     | Jesse Stern                                            |
| In einem Parkhaus wird unter einem Auto ein Toter gefunden, der sich schnell als ehemaliger Mitarbeiter des NCIS herausstellt. Das Team findet eine Verbindung zu einer bereits in Haft sitzenden Anlagebetrügerin, die nicht nur Navyangehörige, sondern auch Kriminelle um ihr Geld gebracht hat. Doch die wollen mit allen Mitteln ihr Geld wieder haben und gehen dafür auch über Leichen. Gaststars: Sarah Jane Morris als NCIS Special Agent E.J. Barrett. |           |                             |                         |                      |                                          |                       |                                                        |
| 180 | 18        | Das Geständnis              | Out of the Frying Pan…  | 22. März 2011        | 2. Aug. 2011 (3+)                        | Terrence O’Hara       | Reed Steiner & Christopher J. Waild; Leon Carroll, jr. |
| Das Team kommt ins Büro und findet auf seinen Schreibtischen Fallakten, die zu einem 2 Wochen alten Fall der Metro Police gehören. Gibbs weiß von nichts, aber sie bekommen von Director Vance den direkten Befehl, in diesem Fall zu ermitteln. Der Sohn eines Marine Col. wird beschuldigt, seinen Vater mit einer Axt erschlagen zu haben. Da der Col. ein Freund von Vance war, erwartet er ein Geständnis um jeden Preis. Doch der Sohn kann sich nicht mehr richtig an die Nacht erinnern, da er zu diesem Zeitpunkt in einem Drogenrausch war. Am Ende glaubt nur noch Gibbs an die Unschuld des Jungen und ermittelt weiter. Später zeigt sich, dass nicht nur der Junge ein Motiv zur Ermordung des Col. hatte, sondern auch noch ein Nachbar und seine eigene Frau und Mutter des Jungen. |           |                             |                         |                      |                                          |                       |                                                        |
| 181 | 19        | Ein offenes Buch            | Tell-All                | 29. März 2011        | 29. Aug. 2011 (3+)                       | Kevin Rodney Sullivan | Andrew Bartels                                         |
| Ein Mitarbeiter des Navy-Geheimdienstes wird gefesselt und erschossen aufgefunden. Vor seinem Tod konnte er noch eine Nachricht hinterlassen – Birdsong. Dies stellt sich als Name einer geheimen Mission heraus, über die ein Buch mit demselben Titel geschrieben wurde. Als noch eine Leiche im Zusammenhang mit dem Buch gefunden wird, stellt sich die Frage: Geht es um das Buch oder etwas ganz anderes? Im Laufe der Folge wird Gibbs wiederholt von seiner 2. Exfrau zu ihrer Hochzeit eingeladen, was dieser kategorisch ablehnt. Gaststars: Joe Spano als FBI-Agent Tobias Fornell. |           |                             |                         |                      |                                          |                       |                                                        |
| 182 | 20        | Der Hafenmörder             | Two Faced               | 5. Apr. 2011         | 5. Sep. 2011 (3+)                        | Thomas Wright         | Nicole Mirante-Matthews & Reed Steiner                 |
| Ein neuer Serienkiller treibt jetzt sein Unwesen in der Umgebung von Washington. Das Team beginnt zu ermitteln und trifft gleich auf mehrere Hindernisse. Zum einen wird klar, dass der Täter schon weltweit zugeschlagen hat, zum anderen soll Gibbs seinen Fall unter der Leitung von Special Agent E.J. Barrett bearbeiten. Und dass Tony Regel Nummer 12 verletzt, macht die Sache nicht einfacher. Gaststars: Enrique Murciano als Ray Cruz und Sarah Jane Morris als NCIS Special Agent E.J. Barrett |           |                             |                         |                      |                                          |                       |                                                        |
| 183 | 21        | Spiel der Masken            | Dead Reflection         | 12. Apr. 2011        | 17. Okt. 2011 (3+)                       | William Webb          | George Schenck & Frank Cardea                          |
| Diesmal scheint es ein besonders leichter Fall zu werden. Das Opfer kann sofort identifiziert werden, genauso wie der Mörder und der Mord selbst ist auf Video aufgezeichnet. Aber wie kann man einen Mord begehen, wenn man vorher selbst gestorben ist? Das Team steht zunächst vor einem Rätsel. Weitere Turbulenzen überschatten den Fall, ein neues Team wird gebildet und Tony möchte seine Beziehung zum Missfallen von Gibbs nur ungern aufgeben. |           |                             |                         |                      |                                          |                       |                                                        |
| 184 | 22        | Besser spät als nie         | Baltimore               | 3. Mai 2011          | 24. Okt. 2011 (3+)                       | Terrence O’Hara       | Steven D. Binder                                       |
| Die Vergangenheit und die Gegenwart treffen sich, als Tonys Expartner vom Baltimore PD ermordet wird. Die Tat sieht ganz nach dem Hafenmörder aus, der den NCIS jetzt schon seit einiger Zeit beschäftigt. Doch der Schlüssel zur Tat liegt in dem Fall, der Tony zum ersten Mal auf Gibbs stoßen ließ und ihn damit zum NCIS brachte. Auch steuert der Hafenmörder wertvolle Hinweise zur Lösung des Falles bei und es wird immer klarer, dass er Zugang zu NCIS-Interna haben muss. |           |                             |                         |                      |                                          |                       |                                                        |
| 185 | 23        | Schwanengesang              | Swan Song (1)           | 10. Mai 2011         | 31. Okt. 2011 (3+)                       | Tony Wharmby          | Jesse Stern                                            |
| Mike Franks kehrt nach D.C. zurück und muss dafür mit dem Leben bezahlen. Nachdem Gibbs’ und Barretts Team sich zusammengeschlossen haben, um den Hafenmörder zu fassen, und dabei auf Trent Kort gestoßen waren, der ihnen erklärte, dass ein Mann namens Jonas Cobbs der Hafenmörder ist, holt Gibbs seinen alten Lehrmeister mit an Bord, um Cobbs zu stellen. Laut Kort ist Cobbs sein ehemaliger CIA-Agent und ist „entgleist“. Die CIA hatte Kort hinter ihm hergeschickt und dadurch hatte er ein Auge verloren. Nachdem es zu einer Konfrontation zwischen Franks und Cobbs kommt, stirbt Franks, da Cobbs ihn mit seiner eigenen Waffe niedergestreckt hat. Gaststars: Sarah Jane Morris als NCIS Special Agent E.J. Barrett, Muse Watson als Mike Franks und David Dayan Fisher als Trent Kort. |           |                             |                         |                      |                                          |                       |                                                        |
| 186 | 24        | Operation Frankenstein      | Pyramid (2)             | 17. Mai 2011         | 7. Nov. 2011 (3+)                        | Dennis Smith          | Gary Glasberg                                          |
| Die Ereignisse überschlagen sich. Gibbs und sein Team versuchen, EJs Team zu retten, nur um festzustellen, dass sie nicht mehr alle retten können. Cobbs nutzt Ray als Köder, um Ziva zu entführen, nur um sich anschließend dem NCIS zu stellen. Auch das stellt sich als ein im Voraus geplanter Schachzug heraus, um Rache zu nehmen, wofür er schließlich den höchsten Preis zahlt. Gaststars: Sarah Jane Morris als NCIS Special Agent E.J. Barrett, Muse Watson als Mike Franks, Enrique Murciano als Ray Cruz, Jude Ciccolella als Secretary of the Navy Phillip Davenport und David Dayan Fisher als Trent Kort. |           |                             |                         |                      |                                          |                       |                                                        |

## Quoten
In den USA hat die Staffel eine Gesamtreichweite von 19,46 Millionen Zuschauern erreicht. Die Gesamtreichweite der Staffel kam in Deutschland auf 3,65 Millionen Zuschauer. In der folgenden Tabelle sind die Einschaltquoten der Erstausstrahlungen der einzelnen Episoden dargestellt.
| Deutscher Titel                 | US-Quoten in Mio. | D–Quoten (ab 3 J.) in Mio. | D–Marktanteil (ab 3 J.) | D–Quoten (14–49 J.) in Mio. | D–Marktanteil (14–49 J.) |
| ------------------------------- | ----------------- | -------------------------- | ----------------------- | --------------------------- | ------------------------ |
| 01. Die tapferste Stunde        | 19,41             | 4,07                       | 10,5 %                  | 2,54                        | 15,6 %                   |
| 02. Der alte Fuchs              | 19,15             | 4,10                       | 10,7 %                  | 2,62                        | 16,2 %                   |
| 03. Rache ist bitter            | 19,81             | 3,72                       | N/A                     | 2,36                        | 14,6 %                   |
| 04. Schmutzige Millionen        | 19,20             | 3,98                       | 10,9 %                  | 2,50                        | 17,1 %                   |
| 05. Feld der Alpträume          | 19,41             | 3,63                       | N/A                     | N/A                         | 14,3 %                   |
| 06. Genie und Wahnsinn          | 20,18             | 4,27                       | 11,4 %                  | 2,69                        | 17,2 %                   |
| 07. Mark 15                     | 19,87             | 3,67                       | N/A                     | 2,26                        | 14,2 %                   |
| 08. Fremde Feinde               | 19,43             | 3,93                       | N/A                     | 2,40                        | 16,1 %                   |
| 09. Vertraute Feinde            | 18,78             | 3,92                       | N/A                     | N/A                         | 17,2 %                   |
| 10. Der Zeuge                   | 19,87             | 3,40                       | N/A                     | N/A                         | 14,8 %                   |
| 11. Schiffe in der Nacht        | 21,93             | 3,45                       | N/A                     | 1,98                        | 13,3 %                   |
| 12. Nichts fragen, nichts sagen | 21,09             | 3,50                       | N/A                     | 2,01                        | 15,8 %                   |
| 13. Die Kunst des Überlebens    | 22,85             | 3,81                       | 11,7 %                  | 2,11                        | 16,5 %                   |
| 14. Der Schlussstrich           | 20,35             | 3,57                       | 10,4 %                  | 2,08                        | 14,1 %                   |
| 15. Die schöne Tochter          | 19,40             | 3,34                       | 9,8 %                   | 1,88                        | 13,1 %                   |
| 16. Max Destructo               | 21,32             | 3,50                       | 9,7 %                   | 1,97                        | 12,9 %                   |
| 17. Das Geld anderer Leute      | 19,21             | 3,11                       | 9,0 %                   | 1,75                        | 12,2 %                   |
| 18. Das Geständnis              | 19,46             | 2,77                       | 9,2 %                   | 1,53                        | 13,4 %                   |
| 19. Ein offenes Buch            | 18,73             | 3,73                       | 10,4 %                  | 2,02                        | 13,5 %                   |
| 20. Der Hafenmörder             | 19,40             | 3,49                       | 9,7 %                   | 2,02                        | 13,2 %                   |
| 21. Spiel der Masken            | 19,87             | 3,34                       | 9,0 %                   | 1,89                        | 12,2 %                   |
| 22. Besser spät als nie         | 17,87             | 3,99                       | 11,1 %                  | 2,26                        | 15,3 %                   |
| 23. Schwanengesang              | 17,62             | 3,48                       | 9,3 %                   | 2,00                        | 12,5 %                   |
| 24. Operation Frankenstein      | 18,62             | 3,86                       | 10,3 %                  | 2,18                        | 13,9 %                   |

## DVD-Veröffentlichung
In den USA erschien die komplette Staffel am 23. August 2011 auf DVD. In Australien erschien die Staffel am 1. September 2011.
In Deutschland erschien die Staffel am 6. Dezember 2012 in zwei Teilen.